# Jurij Stiekłow

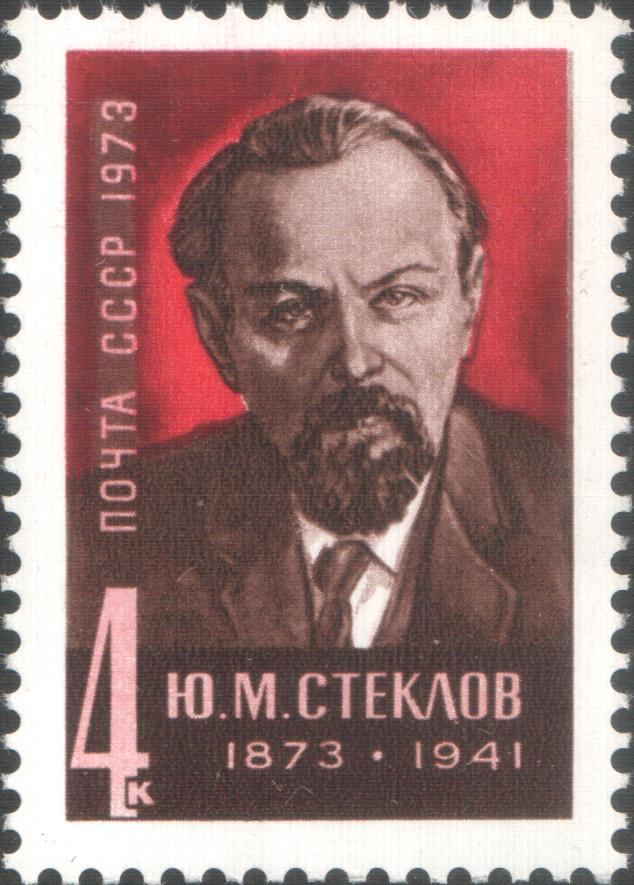
Jurij Stiekłow. Znaczek Poczty ZSRR 1973

Jurij Michajłowicz Stiekłow, właśc. Owszyj Moisiejewicz Nachamkis (ros. Ю́рий Миха́йлович Стекло́в, Овший Моисеевич Нахамкис; ur. 3 sierpnia?/15 sierpnia 1873 w Odessie, zm. 15 września 1941 w Saratowie) – rosyjski historyk, dziennikarz, publicysta, działacz socjaldemokratyczny i komunistyczny.

## Życiorys
Urodzony w żydowskiej rodzinie mieszczańskiej, od 1888 związany z ruchem rewolucyjnym. Wydalony za nieprawomyślność polityczną z siódmej klasy gimnazjum, ukończył je eksternistycznie w 1891 i rozpoczął studia na Uniwersytecie Kijowskim. W 1894 związał się z socjaldemokracją. W 1894 po rozbiciu organizacji w Odessie został aresztowany i zesłany na dziesięć lat do obwodu jakuckiego, gdzie w latach 1897-99 odbył służbę wojskową. W końcu 1899 uciekł ze zsyłki zagranicę. Wstąpił do Socjaldemokratycznej Partii Robotniczej Rosji (SDPRR), po rozłamie w partii (1903) był pozafrakcyjnym socjaldemokratą, 1900 poznał Lenina i dołączył do grupy „iskrowców”. W 1905 wrócił do Rosji, uczestnik rewolucji 1905–1907, w grudniu 1905 podczas ostatniego posiedzenia Petersburskiej Rady Delegatów Robotniczych aresztowany przez policję, spędził pół roku w więzieniu.  Publikował w pismach bolszewików: Социал-демократ, Звезда, Правда, Просвещение. W latach 1908–1910 studiował na Uniwersytecie Petersburskim. W 1910 ponownie aresztowany na polecenie premiera Piotra Stołypina. Postawiony przed wyborem: trzyletnie zesłanie, lub wyjazd zagranicę – wyjechał do Francji.  Wykładał w szkole partyjnej w Longjumeau k. Paryża, współpracował z rosyjską i niemiecką prasą socjaldemokratyczną.
Po wybuchu I wojny światowej po krótkotrwałym uwięzieniu w Niemczech powrócił do Rosji. W latach 1914–1916 studiował ponownie na Uniwersytecie Petersburskim, kończąc w 1916 Wydział Prawa. Po rewolucji lutowej i obaleniu caratu w 1917 był członkiem Komitetu Wykonawczego Piotrogrodzkiej Rady Delegatów Robotniczych i Żołnierskich jako członek frakcji międzydzielnicowców Socjaldemokratycznej Partii Robotniczej Rosji (SDPPR). 2 marca?/15 marca 1917 w imieniu Komitetu Wykonawczego Rady przełożył Piotrogrodzkiej Radzie Delegatów do zatwierdzenia ośmiopunktowe porozumienie z Komitetem Tymczasowym Dumy w sprawie warunków powołania Rządu Tymczasowego. Od marca do maja 1917 pierwszy redaktor naczelny gazety „Izwiestija”, organu Piotrogrodzkiej Rady Delegatów Robotniczych i Żołnierskich (zastąpiony w maju przez Fiodora Dana, który sprawował funkcję do 8 listopada 1917).
Po przewrocie bolszewickim (rewolucji październikowej) bolszewik, od listopada 1917 do 25 czerwca 1925 ponownie redaktor gazety „Izwiestija” – już jako organu Wszechrosyjskiego Centralnego Komitetu Wykonawczego (WCIK). W 1918 pracował w komisji opracowującej konstytucję RFSRR, podczas wojny domowej często jeździł na front w pociągu agitacyjnym. W listopadzie 1918 został przewodniczącym Centralnej Rady Związku Dziennikarzy. W 1918 wydał szereg prac preparujących historię międzynarodowego ruchu socjalistycznego w duchu komunistycznym, od 1928 do listopada 1935 przewodniczący Komitetu ds. Kierowania Szkołami i Instytucjami Edukacyjnymi przy Centralnym Komitecie Wykonawczym (CIK) ZSRR, jeden z twórców pism „Nowyj Mir”, „Krasnaja Now'”, szef pisma „Sowietskoje Stroitielstwo”. Autor prac o historii marksizmu, m.in. „Internacyonał 1884–1914” (1918), „Karl Marks” (1918), „Borcy Za Socyalizm”, w których za główne zadanie stawiał popularyzację marksizmu, często zwulgaryzowanego. Po listopadzie 1935 zajmował się publicystyką.
W okresie wielkiej czystki 3 lutego 1938 aresztowany przez NKWD. 23 kwietnia 1938 postanowieniem OSO przy Kolegium NKWD ZSRR skazany na 8 lat łagru pod zarzutem działalności kontrrewolucyjnej.  Więziony w izolacji, pracował nad uzupełnieniem książki o Czernyszewskim. 22 maja 1941 napisał list do Stalina z prośbą o uwolnienie, jednak bez skutku. Po ataku III Rzeszy na ZSRR ewakuowany z moskiewskiej Łubianki do Saratowa, gdzie zmarł w szpitalu więziennym.
W czerwcu 1956 pośmiertnie zrehabilitowany.

## Prace
- Н. Г. Чернышевский. Его жизнь и деятельность. Sankt Petersburg 1909
- Прудон, Piotrogród 1918
- Поль Лафарг, Piotrogród 1918
- Первый Интернационал, Moskwa 1923, wyd. Gosizdat